# Isomescalina
La isomescalina, o 2,3,4-trimetoxifenetilamina, és una droga psicodèlica poc coneguda, isòmer de la mescalina. Malgrat la semblança estructural, l'isomescalina no produeix els mateixos efectes que la mescalina. Existeixen poques dades sobre la seva farmacologia, metabolisme i toxicitat.
La isomescalina va ser sintetitzada per primera vegada per Alexander Shulgin. Al seu llibre PIHKAL, es suggereix que qualsevol dosi potencialment activa seria "més de 400 mg". Malgrat la seva similitud estructural amb la mescalina, la isomescalina no ha produït cap efecte en humans. Hi ha molt poques dades sobre les propietats farmacològiques, el metabolisme i la toxicitat de la isomescalina.